# Philipp Ludwig Specht
Philipp Ludwig Specht (* 4. Dezember 1796 in Fischbeck; † 13. Dezember 1872 ebenda) war ein deutscher Landwirt und Mitglied der kurhessischen Ständeversammlung.

## Leben
Philipp Ludwig Specht betätigte sich in seinem Heimatort als Landwirt und hatte von 1847 bis 1848 ein Mandat für die kurhessische Ständeversammlung, gewählt für die schaumburgischen Bauern als Vertreter des Abgeordneten Karl Wilhelm Wippermann.
Von 1852 bis 1857 war er Mitglied der Zweiten Kammer der kurhessischen Ständeversammlung, die nach den Unruhen im Jahre 1830 zum Zweck der Beratung und Verabschiedung einer Verfassung gebildet wurde und bis 1866 Bestand hatte, als das Land Hessen durch Preußen annektiert wurde.